# Cedar Rapids Sharpshooters
I Cedar Rapids Sharpshooters sono stati una franchigia di pallacanestro della GBA, con sede a Cedar Rapids, nell'Iowa, attivi nel 1992.
Disputarono la stagione 1992-93 con un record di 12-4. Quando la lega fallì, nel dicembre 1992 si trovavano al primo posto.

## Stagioni
| Stagione | Lega | Denominazione              | V  | P | %    | Piazzamento | Play-off |
| -------- | ---- | -------------------------- | -- | - | ---- | ----------- | -------- |
| 1992-93  | GBA  | Cedar Rapids Sharpshooters | 12 | 4 | 75,0 | 1º          | -        |